# NGC 5688
NGC 5688 (również PGC 52381) – galaktyka spiralna z poprzeczką (SBc), znajdująca się w gwiazdozbiorze Wilka. Odkrył ją John Herschel 1 czerwca 1834 roku.